# Mîrhorod
Mîrhorod (în ucraineană Миргород, transliterat: Mîrhorod) este oraș regional în regiunea Poltava, Ucraina. Deși subordonat direct regiunii, orașul este și reședința raionului Mîrhorod. În secolul al XIX-lea, satul Mîrhorod făcea parte din volostul și uezdul cu același nume.

## Demografie
Componența lingvistică a orașului Mîrhorod
     Ucraineană (88,26%)
     Rusă (11,34%)
     Alte limbi (0,19%)
Conform recensământului din 2001, majoritatea populației orașului Mîrhorod era vorbitoare de ucraineană (88,26%), existând în minoritate și vorbitori de rusă (11,34%).

## Personalități născute aici
- Jacob Gordin (1853 - 1909), dramaturg american de limbă idiș.